# ݩ
Nūn petit v suscrit ‹ ݩ › est une lettre additionnelle de l’alphabet arabe utilisée dans l’écriture du gojri. Elle est composée d’un nūn ‹ ن › diacrité d’un petit v suscrit.

## Utilisation
En gojri, ‹ ݩ › représente une consonne nasale rétroflexe voisée [ɳ].